# Atures
Atures é um município da Venezuela localizado no estado de Amazonas. A capital do município é a cidade de Puerto Ayacucho.